# Cryptomys
Genre
Cryptomys est un genre de mammifères qui appartient à l'ordre des Rongeurs. Ce genre rassemble une partie des rats-taupes.
Il a été décrit pour la première fois en 1864 par le zoologiste britannique John Edward Gray (1800-1875).

## Liste d'espèces
Selon Mammal Species of the World (version 3, 2005)  (13 déc. 2012) et ITIS (13 déc. 2012) :
- Cryptomys amatus (Wroughton, 1907) - Petit Rat-taupe solitaire [3]
- Cryptomys anselli Burda, Zima, Scharff, Macholán & Kawalika, 1999
- Cryptomys bocagei (de Winton, 1897)
- Cryptomys damarensis (Ogilby, 1838)  - Rat-taupe de Damaraland[4] ou Rat-taupe de Damara[4]
- Cryptomys darlingi (Thomas, 1895)
- Cryptomys foxi (Thomas, 1911)
- Cryptomys hottentotus (Lesson, 1826) - Rat-taupe africain[4] ou  Rat-taupe hottentot[5]
- Cryptomys kafuensis Burda, Zima, Scharff, Macholán & Kawalika, 1999
- Cryptomys mechowi (Peters, 1881) - Rat-taupe géant [6] ou Petit Rat-taupe solitaire [3]
- Cryptomys ochraceocinereus (Heuglin, 1864) - Petit Rat-taupe social[3]
- Cryptomys zechi (Matschie, 1900)

Selon Catalogue of Life (13 déc. 2012) :
- Cryptomys bocagei
- Cryptomys damarensis
- Cryptomys foxi
- Cryptomys hottentotus
- Cryptomys mechowi
- Cryptomys ochraceocinereus
- Cryptomys zechi

Selon NCBI (13 déc. 2012) :
- Cryptomys anomalus
- Cryptomys holosericeus
- Cryptomys hottentotus

Selon Paleobiology Database (13 déc. 2012) :
- Cryptomys damarensis
- Cryptomys hottentotus